# 米伦多夫
米伦多夫是奥地利布尔根兰州艾森斯塔特城郊县的一个市镇。总面积12.8平方公里，总人口1229人，人口密度96.0人/平方公里（2001年）。